# 伴襄
伴 襄（ばん のぼる、1940年（昭和15年） - ）は、日本の官僚。元建設事務次官。大阪府出身。

## 略歴
- 大阪府立北野高等学校卒業
- 1962年（昭和37年） 国家公務員採用上級甲種試験（法律）合格
- 1963年（昭和38年）3月 東京大学法学部第2類（公法コース）卒業[1]
- 1963年（昭和38年）4月 建設省入省
- 首都高速道路公団総務部総務課長
- 1979年（昭和54年）7月17日 建設大臣官房人事課企画官
- 1981年（昭和56年）6月10日 建設大臣官房文書課広報室長
- 1982年（昭和57年）6月15日 建設大臣官房地方厚生課長
- 1983年（昭和58年）7月1日 建設省都市局都市政策課長
- 1985年（昭和60年）10月1日 建設省都市局都市計画課長
- 1988年（昭和63年）1月12日 建設省道路局道路総務課長
- 1988年（昭和63年）6月16日 建設大臣官房人事課長
- 1990年（平成2年）7月3日 建設大臣官房審議官
- 1991年（平成3年）6月14日 建設省建設経済局長
- 1993年（平成5年）7月2日 建設大臣官房長
- 1996年（平成8年）7月2日 建設事務次官
- 1998年（平成10年）6月23日 退官
- 1998年（平成10年）6月24日 建設省顧問
- 1999年（平成11年）6月25日 住宅・都市整備公団副総裁
- 1999年（平成11年）10月1日 都市基盤整備公団副総裁
- 2001年（平成13年）1月30日 都市基盤整備公団総裁
- 2004年（平成16年）7月1日 独立行政法人都市再生機構理事長
- 2005年（平成17年）10月28日 同依願退任